# Laura Brown
Laura Brown (Calgary, 27 de noviembre de 1986) es una deportista canadiense que compite en ciclismo en las modalidades de pista, especialista en la prueba de persecución por equipos, y ruta.
Participó en los Juegos Olímpicos de Río de Janeiro 2016, obteniendo la medalla de bronce en la prueba de persecución por equipos (haciendo equipo con Allison Beveridge, Jasmin Glaesser, Kirsti Lay y Georgia Simmerling).
Ganó dos medallas en el Campeonato Mundial de Ciclismo en Pista, plata en 2014 y bronce en 2013.

## Medallero internacional
| Juegos Olímpicos   | Juegos Olímpicos        | Juegos Olímpicos  | Juegos Olímpicos        |
| Año                | Lugar                   | Medalla           | Competición             |
| ------------------ | ----------------------- | ----------------- | ----------------------- |
| 2016               | Río de Janeiro (Brasil) | Medalla de bronce | Persecución por equipos |
| Campeonato Mundial |                         |                   |                         |
| Año                | Lugar                   | Medalla           | Competición             |
| 2013               | Minsk (Bielorrusia)     | Medalla de bronce | Persecución por equipos |
| 2014               | Cali (Colombia)         | Medalla de plata  | Persecución por equipos |

1. ↑  Compitió en la ronda de clasificación.